# Скалон, Антон Александрович
Антон Александрович Скалон (1804—1899) — чиновник Министерства финансов, действительный статский советник, камергер.

## Биография
Происходил из дворянского рода Скалонов. Родился 14 (26) апреля 1804 года. Отец — подполковник (впоследствии, тайный советник) Александр Антонович Скалон, мать — Анна Петровна Сабурова.
В службу вступил в лейб-гвардии Уланский полк с производством в корнеты — 2 апреля 1822 года; с 19 марта 1826 года — поручик.
Был арестован 18 июля 1826 года за рассказ о событиях 14 декабря 1825 года офицерам 3-го батальона лейб-гвардии Измайловского полка. Высочайше было повелено (27 августа 1826) «освободить его из-под ареста и отправить по-прежнему в полк на службу, с тем, чтобы за поведением его иметь тайный надзор».
Был произведён в штабс-ротмистры 14 апреля 1829 года; 5 декабря того же года он был уволен от службы и поселился в своём имении — в Белгородском уезде Курской губернии.
Был владельцем крупных имений; в Белоколодезском имении около 1833 года был построен первый в Харьковской губернии свеклосахарный завод, который работал по передовой технологии. С 1834 года — действительный член Императорского Московского общества сельского хозяйства, с 1837 года — член комитета, наблюдающего за депо семян при этом Обществе, а с 1839 года — член комитета сахароваров; был награждён серебряной медалью общества. Участвовал со своей сельскохозяйственной продукцией в российских выставках.
Не позже 1843 года в чине коллежского советника был принят на гражданскую службу в собственную канцелярию по секретной части Министерства финансов чиновником для особых поручений. 14 мая 1845 года был произведён в статские советники. В 1846 году был удостоен придворного звания камергера; 18 октября 1858 года был произведён в действительные статские советники и затем назначен главным инспектором свеклосахарных заводов по акцизной части. Не позже 1870 года вышел в отставку. Умер 8 (20) января 1899 года.
Имел орден Св. Анны 2-й степени с императорской короной (1852) и орден Св. Владимира 3-й степени (1861); знак отличия беспорочной службы за XXV лет (1853).

## Семья
Был дважды женат.
- 1-я — Вера Фёдоровна (1812—1844), воспитанница Александры Ивановны Мухановой;
- 2-я — Олимпиада Эразмовна, урождённая Флорковская (?—1899), в первом браке за князем Баратовым.

Дети:
- Александр Антонович (1829—1866)
- Владимир Антонович (1830—1831)
- Пётр Антонович (1831—1831)
- Павел Антонович (1831—1848)
- Николай Антонович (1832—1903) — генерал от кавалерии, обер-гофмейстер
- Георгий Антонович (1839—1859)
- Мария Антоновна (1849—1915) — дочь от второго брака; была замужем за Ф. Ф. Палицыным.